# Tomasz Łazowski
Tomasz Łazowski (zm. 5 listopada 2020) – polski lekarz anestezjolog, prof. nadzw. dr hab.

## Życiorys
30 listopada 1988 obronił pracę doktorską Postępowanie anestezjologiczne podczas operacji przeszczepienia nerki, 12 grudnia 2001 habilitował się na podstawie pracy zatytułowanej Wybrane wskaźniki hemodynamiczne podczas znieczulenia i ich wpływ na czynność nerki po przeszczepieniu. Został zatrudniony na stanowisku adiunkta w I Klinice Anestezjologii i Intensywnej Terapii na I Wydziale Lekarskim Warszawskim Uniwersytecie Medycznym.
Był profesorem nadzwyczajnym w Collegium Medicum Wyższej Szkole Służb Medycznych w Warszawie.
Zmarł 5 listopada 2020 na COVID-19.